# 叢林赤子心
《叢林赤子心》（英語：Benji the Hunted）。本片的特點是大部分故事劇情皆由動物演出。
叢林赤子心主要敘述小狗班吉（Benji）於於叢林中與主人意外失散後，於林中如何機智應變生存，並幫助林中幼北美山獅帶到母北美山獅身邊領養，最終和主人重逢的感人故事。

## 劇情
本片劇情是敘述小狗班吉（Benji）於叢林中與主人失散時，意外遇上失去母北美山獅的四隻小山獅，為了保護並幫助小山獅回歸族群，班吉甚至在遇到主人前來尋找時特意躲起來不和主人見面。班吉不僅運用智慧和林中獵人鬥智脫逃，也為保護小山獅和棲息於林間的猛獸對峙，克服經歷並克服種種波折，找到了能庇蔭小山獅的成年北美山獅，也在最後和主人重逢。